# Giovanni Andrea Fioroni
Giovanni Andrea Fioroni, Fiorone o Florono (Pavía, ca. 1716 (por un documento de 1626) - Milán, 19 de diciembre de 1778) fue un compositor clásico italiano, maestro de capilla y organista. 
Estudió música durante quince años con Leonardo Leo en Nápoles. Compuso muchas óperas, oratorios y cerca de 300 obras vocales sagradas en estilo contrapuntístico, muchas de ellas para coros grandes.
En 1747 comienza su actividad musical (hasta su muerte); en el mismo año es cuando deja su puesto de la capilla de Como en junio para transladarse después a la Catedral de Milán, donde sucedió a Giovanni Battista Sammartini. Fue elegido por su talento y estudio, de lo que no quedó duda en el examen a una de sus obras; el jurado lo componía entre otros Sammartini. 
Además de maestro de capilla también fue organista y se movió por diversas iglesias. Ciudades en las que desarrolla su actividad son Como y Vimercate.  
El 24 de noviembre de 1765 ingresa en la Accademia Filarmonica de Bolonia, gracias a sus grandes méritos y reputación labrada desde los primeros contactos musicales. La Accademia Filarmonica es una institución fundada en Bolonia, en 1666, gracias a los trabajos de Vincenzo Maria Carrati (muerto en 1670).
El legado de Fioroni destaca debido a los numerosos nombres que se encuentran entre sus estudiantes, donde podemos destacar a Carlo Monza, Quirino Gasparni, Alessandro Rolla, Agostino Quaglia, Luigi Marchesi, Isidoro Piantanida, Giovanni Zucchinetti y Tommaso Marchesi.
Se dice que mantuvo correspondencia con el Padre Martini además, de ser muy apreciado por sus contemporáneos, como Charles Burney, La Borde, Manfredini... 
Incluso pudo tener contacto y llegar a conocer a Leopold Mozart y a su hijo, en Milán, hacia 1770, ya que reconocemos en la correspondencia del padre de ese mismo año comentarios qu aluden a Fioroni.
Hubo circulación de sus obras después de su muerte ya que su sucesor, Francesco Bianchi, continuó tocándo hasta ca. 1790.
Tiene música instrumental de antes de su trabajo en la Catedral de Milán hecha ex profeso, que demuestra gran conocimiento de las cualidades idiomáticas de los instrumentos. Si aludimos pormenorizadamente a su obra vocal cabe destacar la fuerte impronta que el texto tiene en sus composiciones ya que consigue crear relaciones entre el texto y música muy notables conformando un contrapunto de líneas individuales que se van vinculando y conformando un entramado muy rico a nivel técnico. 

## Obra
En su catálogo podemos destacar que cultivó en distintos géneros (bastantes óperas y oratorios así como 300 obras vocales sacras) y no tardamos en poder encontrar obras de referencia. Podemos destacar:
- Réquiem en Fa mayor
- En sole surgenti
- Dido abandonata (1755)
- Angelus Domini 5 piezas motete
- Requiem con Benedictus, para 4 voces
- Requiem con Benedictus, para 8 voces